# 胎蔵界五仏

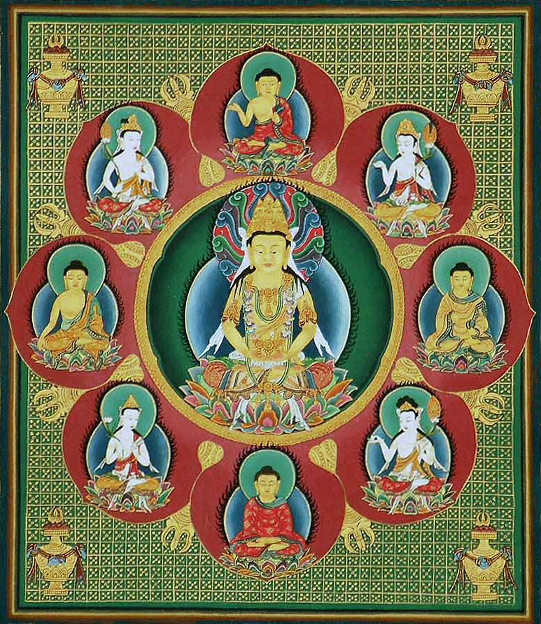
胎蔵曼荼羅中台八葉院

胎蔵界五仏（たいぞうかいごぶつ）は、仏教の尊像の一種で、密教の世界観を表した両部曼荼羅のうちの1つ、胎蔵曼荼羅の中心に位置する5体の仏のことである。具体的には、大日如来、宝幢（ほうとう）如来、開敷華王（かいふけおう）如来、無量寿如来、天鼓雷音（てんくらいおん）如来を指す。
密教では金剛界曼荼羅と胎蔵曼荼羅の2つを最も重視しており、これらを合わせて両部曼荼羅という。これらはいずれも7世紀頃にインドで成立した密教経典に基づいて、密教的世界観、悟りの世界を視覚化したものである。胎蔵曼荼羅は『大日経』の所説に基づいて作られたもので、サンスクリット語の元の意味は「大いなる慈悲から生じた曼荼羅」である。なお「金剛界」と対になる関係で、日本では平安時代以来、天台宗から「胎蔵界」曼荼羅と称され始めるが、原語には「界」（世界）を意味する語は含まれず、語源的には誤った表現である。また本来は慈悲を表すため区切りを意味する「界」を付けるのは不適切であり、正しくは胎蔵生曼荼羅と称すべきである。
胎蔵曼荼羅は全部で12の区画に分かれており、そのうち、中心になる「中台八葉院」には蓮華の中央に大日如来、周囲の8つの花弁には宝幢、開敷華王、無量寿、天鼓雷音の四仏と、普賢、文殊、観自在（観音）、弥勒の四菩薩が位置している。このうち、大日如来と四仏を合わせて胎蔵五仏と呼ぶ。大日如来以外の四仏の位置と方角をまとめると次の通りである。
- 宝幢如来  東方（胎蔵界曼荼羅画面では上方　金剛界では西方が上方）に位置し「発心」（悟りを開こうとする心を起こすこと）を表す
- 開敷華王如来　南方（画面では右方）に位置し「修行」（悟りへ向かって努力を積むこと）を表す
- 無量寿如来　西方（画面では下方）に位置し「菩提」（悟りの実感を得ること）を表す
- 天鼓雷音如来　北方（画面では左方）に位置し「涅槃」（悟りが完成すること）を表す

（右の写真は中台八葉院で、尊像は中央が大日如来、その真上が宝幢如来、以下時計回りに普賢菩薩、開敷華王如来、文殊菩薩、無量寿如来、観自在菩薩、天鼓雷音如来、弥勒菩薩である）
なお、日本では胎蔵五仏のみを造形化した古い遺品はほとんど知られない。1980年に再建された、延暦寺の法華総持院東塔には、昭和期の松久朋琳らの作になる胎蔵界五仏が安置されている。